# Gertrud Burkhalter
Pour les articles homonymes, voir Burkhalter.
Gertrud Burkhalter, née le 9 janvier 1911 à Bienne et décédée le 6 juin 2000 à Zurich, est une écrivaine suisse.

## Biographie
Gertrud Burkhalter nait le 9 janvier 1911 à Bienne. Son père est Johann Friedrich Paul, négociant en textiles.
Gertrud Burkhalter suit la formation d'éducatrice à l'école supérieure des jeunes filles de Zurich. Après avoir séjourné en Grande-Bretagne, en France, en Italie et en Hongrie, Gertrud travaille  comme préceptrice, journaliste et bibliothécaire à la Bibliothèque Pestalozzi à Zurich (de) de 1946 à 1973. En 1942 elle publie sa pièce de théâtre pour amateurs Das Lehen.
Elle publie des recueils de poèmes qui sont bien accueillis par la critique. Certains sont écrits en dialecte et figurent dans des anthologies. Alfred Stern (de) en met plusieurs en musique,.
Elle travaille également pour la radio et participe à la rédaction de livres pour les enfants. Elle a reçu un prix pour son recueil Momänte.

## Publications
- Stygüferli, 1943[1],[4].
- Heligeland en 1957[1].
- Momänte : Berndeutsche Gedichte, K.J. Wyss Erben, 1980 (ISBN 3-7285-0032-1 et 978-3-7285-0032-8, OCLC 7356141, lire en ligne)[5].
- Dieter Fringeli, Gut zum Druck. Literatur der deutschen Schweiz seit 1964., Artemis-Verlag, (1972) (ISBN 3-7608-0315-6 et 978-3-7608-0315-9, OCLC 700102, lire en ligne).